# Rugosana pacta
Rugosana pacta är en insektsart som beskrevs av Delong och Freytag 1964. Rugosana pacta ingår i släktet Rugosana och familjen dvärgstritar. Inga underarter finns listade i Catalogue of Life.